# الینور اوستروم
الینور اوستروم (به انگلیسی: Elinor Ostrom) (۷ اوت ۱۹۳۳ – ۱۲ ژوئن ۲۰۱۲) متفکر اقتصاد سیاسی اهل آمریکا بود. او در سال ۲۰۰۹ موفق به دریافت جایزه یادبود نوبل علوم اقتصادی شد در عین حال وی اولین زنی است که تاکنون این جایزه را دریافت کرده‌است. او از اعضای هیئت علمی دانشگاه‌های آریزونا و ایندیانا بود.